# Christoph Weber (Bibliothekar)
Christoph Leopold Weber (* 27. Oktober 1883 in Guxhagen; † 25. März 1958 in Fulda) war ein deutscher Bibliothekar.

## Leben
Christoph Weber war der Sohn eines Gärtners und Aufsehers der Korrektionsanstalt im Kloster Breitenau bei Guxhagen.
Weber studierte von 1904 bis 1906 Philosophie und zugleich Theologie an der Philosophisch-Theologischen Lehranstalt in Fulda. Von 1906 bis 1909 setzte er seine Studien in Theologie, Geschichte, Germanistik und semitische Sprachen an der Universität Münster fort, wo er auch Mitglied der katholischen Studentenverbindung Unitas Sugambria wurde. 1909 wurde er in Münster promoviert. Seit 1907 war er als Hilfskraft an der Universitätsbibliothek in Münster tät.
1914 siedelte er nach Berlin über und wurde 1921 Abteilungsdirektor an der Preußischen Staatsbibliothek in Berlin.
1924 ging er nach Kiel, um als Direktor der Kieler Universitätsbibliothek eine skandinavische Abteilung als Spezialbibliothek aufzubauen. 1926 erschien seine Schrift Die deutschen Bibliotheken und das Auslandsdeutschtum. Nach der „Machtergreifung“ der Nationalsozialisten wurde er 1933 unter Druck gesetzt; aus der Kieler Studentenschaft wurde ihm vorgeworfen, übermäßig viel katholische Literatur besorgt zu haben. Zwar erhielt er Rückendeckung vom Rektor, da Weber dem NSDAP-Regime positiv gegenüberstehe, doch das Kultusministerium beurteilte ihn negativ. Im Dezember 1935 wurde er an die Staats- und Universitätsbibliothek Königsberg versetzt und degradiert, weil er sich ohne Quittung einen Vorschuss aus dem Etat auszahlen ließ. Von 1943 bis 1945 arbeitete er in der Reichstauschstelle für von NS-Opfern geraubte Bücher.
1946 wurde er zum Direktor der Universitätsbibliothek Münster berufen. Seinem Engagement ist es zu verdanken, dass der Wiederaufbau der Universitätsbibliothek rasch und unkompliziert erfolgte. Ebenfalls 1946 wurde er als ordentliches Mitglied in die Historische Kommission für Westfalen gewählt. 1951 beendete er seine Tätigkeit als Bibliotheksdirektor in Münster.

## Veröffentlichungen (Auswahl)
- Die Anfänge der Statistik in der ehemaligen Grafschaft Mark bis zum Jahre 1609. Ein Beitrag zur Finanz- und Bevölkerungsgeschichte der Grafschaft Mark. Pott, Witten 1909 (Dissertation Universität Münster).
- Graf Engelbert von der Mark 1347-1391. In: Beiträge zur Geschichte Dortmunds und der Grafschaft Mark, Jg. 18 (1910), S. 69–250.
- Graf Engelbert III. von der Mark (1347-1391). Die Grafschaft Mark unter der Regierung des Grafen Engelbert III. In: ebd. Jg. 20 (1911), S. 194.

- Die Beschaffung ausländischer Literatur für die deutschen Bibliotheken. In: Die Not der wissenschaftlichen Forschung in Deutschland. Hauser, Frankfurt/M. 1921, S. 30–40.
- Der Gesamtkatalog der preußischen wissenschaftlichen Bibliotheken. In: Fünfzehn Jahre Königliche und Staatsbibliothek. Dem scheidenden Generaldirektor Exz. Adolf von Harnack zum 31. März 1921 überreicht von den wissenschaftlichen Beamten der Preußischen Staatsbibliothek. Preußische Staatsbibliothek, Berlin 1921, S. 259–217.
- (Hrsg.): Das Deutschtum im Ausland. Eine systematische Zusammenstellung der im Gesamtkatalog der preussischen wissenschaftlichen Bibliotheken verzeichneten Schriften ; 1900 - 1923. Preußische Staatsbibliothek, Berlin 1925.
- Die deutschen Bibliotheken und das Auslanddeutschtum. Ausland und Heimat Verlag, Stuttgart 1926.
- Der Wiederaufbau der Universitätsbibliothek Münster i/W. In: Nachrichten für wissenschaftliche Bibliotheken, Bd. 4 (1951), S. 117–130.
- Aus der Geschichte Guxhagens. In: Gemeinde Guxhagen (Hrsg.): Festschrift 600-Jahrfeier Guxhagen. A. Bernecker, Melsungen 1952, S. 15–39.
- Die Namen des heiligen Bonifatius. In: Fuldaer Geschichtsblätter, Bd. 30 (1954), S. 39–66.
- Das Hildebranslied und das Kloster Fulda. Nach Georg Baesecke. In: Fuldaer Geschichtsblätter, Bd. 31 (1955), S. 81–95.